# 유튜버

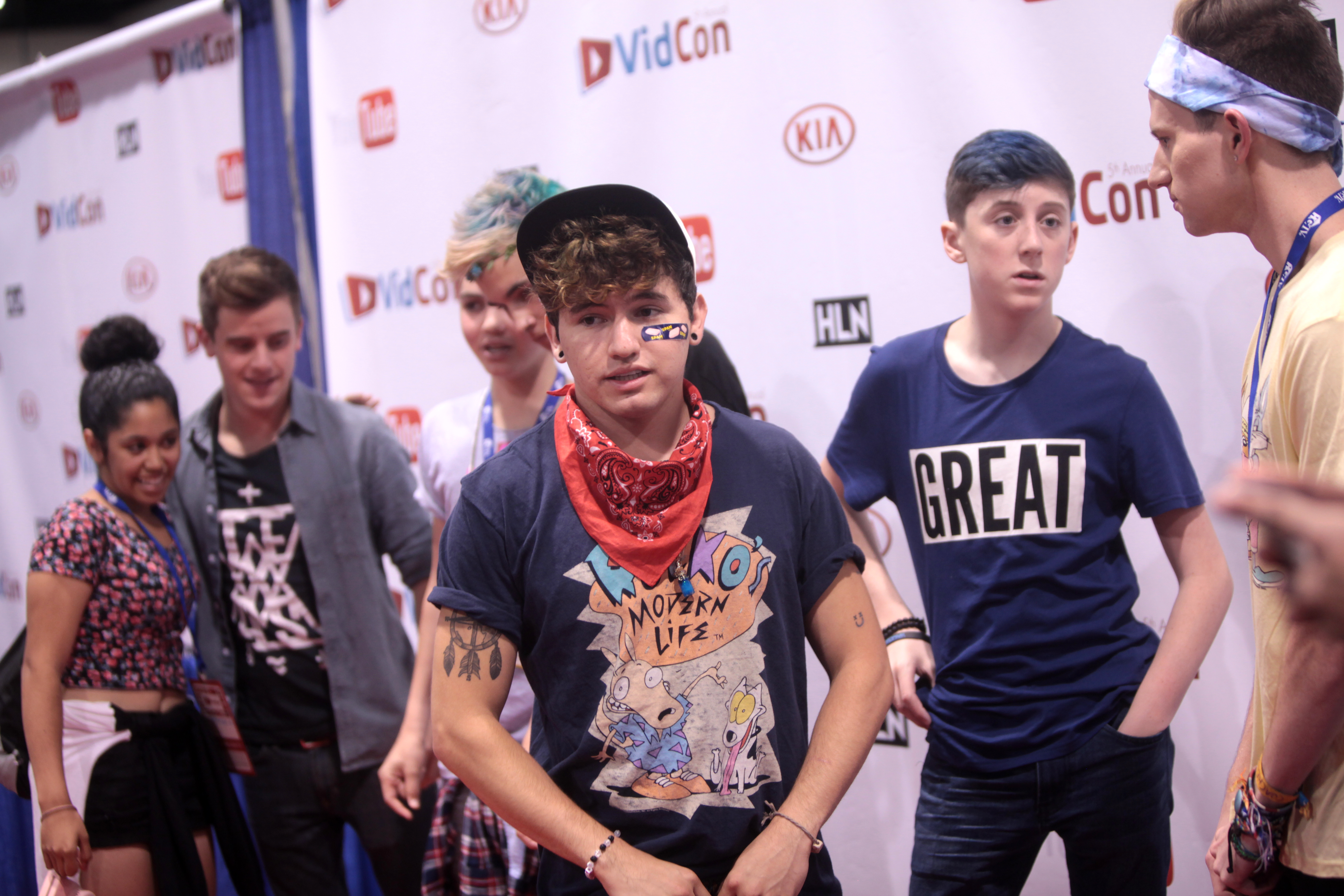
2014년 유튜버들을 위한 컨벤션인 VidCon에 참석한 유튜버 코너 프란타, 샘 포터프, 트레버 모란, 키안 롤리, JC 케일런, 리키 딜런

유튜버(영어: YouTuber)는 온라인 동영상 공유 웹사이트 유튜브에 동영상을 업로드하거나 제작하는 콘텐츠 크리에이터이자 소셜 미디어 인플루언서로, 일반적으로 개인 유튜브 채널에 게시한다. 이 용어는 2006년 영어에서 처음 사용되었으며, 이후 2006년 타임 올해의 인물에 등장했다.

## 영향
영향력 있는 유튜버들은 때때로 마이크로 셀러브리티로 묘사된다. 유튜브가 상향식 소셜 미디어 동영상 플랫폼으로 널리 인식되면서, 마이크로 셀러브리티들은 기존의 상업적 유명인 문화 시스템에 얽매이지 않고 오히려 자율적이고 독립적인 모습을 보인다. 이러한 모습은 다시 유튜버가 더 공감 가능하고 진정성 있게 보이도록 하며, 유튜브 매체를 통한 예술가와 시청자 간의 직접적인 연결을 통해 더욱 강화된다.
2014년, 서던캘리포니아 대학교는 미국의 13–18세 청소년들을 대상으로 유튜버 유명인 10명과 전통적 유명인 10명 중 누가 더 영향력이 있는지 설문조사를 실시했다. 유튜버들이 순위의 상위 5위를 차지했으며, 유튜브 듀오 스모쉬가 가장 영향력 있는 것으로 나타났다. 2015년에 다시 실시된 설문조사에서는 유튜버 6명이 상위권에 들었으며, KSI가 가장 영향력 있는 것으로 평가되었다. 조엘라와 퓨디파이와 같은 여러 유튜버와 그들의 영향력은 과학 연구의 대상이 되었다. 2010년대 후반의 여러 연구에서는 유튜버가 어린이들에게 가장 선호되는 직업이라는 사실이 밝혀졌다.

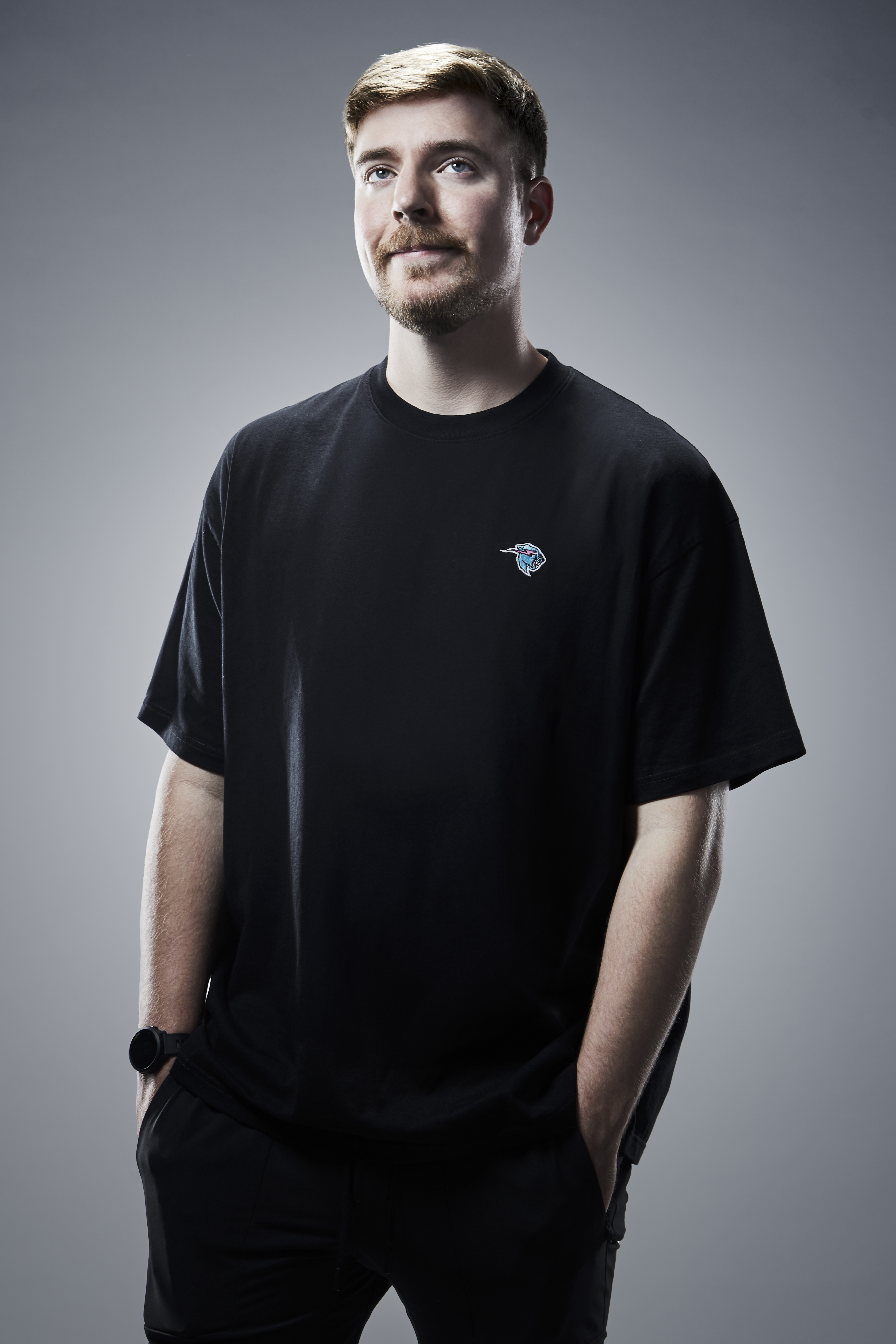
MrBeast는 4억 명 이상의 구독자를 보유한 플랫폼에서 가장 구독자가 많은 유튜버이다.

유튜버의 영향력은 플랫폼을 넘어 확장되기도 했다. 일부는 라이자 코시와 같이 주류 미디어에 진출했으며, 그녀는 니켈로디언 쇼 더블 데어의 부활을 진행했고 넷플릭스 댄스 코미디 영화 워크 잇에 출연했다. 시리아계 에미라티 유튜버 하일라 가잘은 온라인 성공에 힘입어 두 개의 패션 부티크를 열었다. 2019년, 장난감 리뷰 및 브이로그 채널 라이언의 세계의 당시 7세 진행자 라이언 카지를 주연으로 한 프로그램인 라이언스 미스터리 플레이데이트가 닉 주니어에서 방영되기 시작했으며, 그 해 말 NBC는 릴리 싱과 함께하는 심야 쇼를 ET 새벽 1시 35분 시간대에 선보였다. 당시 NBC 엔터테인먼트 공동 회장 조지 칙스는 릴리 싱의 디지털 영향력을 그녀가 진행자로 선정된 이유로 들었다.
2024년, 캐나다 유튜버 자스밋 싱 레이나, 일명 JusReign은 30분 코미디 시리즈인 늦게 피는 꽃을 공개했다. 2025년, 이탈리아 유튜버 판다 보이는 칸 영화제에서 그랑프리상을 수상했다.
다른 미디어 분야로 확장하는 것 외에도, 여러 유튜버들은 그들의 영향력을 이용해 자선을 위한 기금을 모으거나 사회 문제에 대해 목소리를 냈다. 대표적인 예로는 제임스 스티븐 "MrBeast" 도널드슨과 마크 로버가 팀 트리스 캠페인을 통해 2천만 달러 이상을 모금하는 데 기여했으며, 펠리피 네투는 브라질 대통령 자이르 보우소나루의 코로나19 범유행 대응에 대해 공개적으로 비판했다. 2020년, 타임은 네투와 동료 유튜버 조조 시와를 세계에서 가장 영향력 있는 100인 연간 목록에 선정했다.
연구에 따르면 정치 유튜버들은 주류 텔레비전 뉴스에서 매우 "파괴적인" 영향을 미칠 수 있다. 여기에는 2018년 노바라 미디어 채널의 유튜버 애쉬 사카르가 Piers Morgan을 "멍청이"라고 부르며 급부상한 사례가 포함되는데, 이는 Good Morning Britain (ITV)에서 게스트가 그의 "권위"에 복종하는 행동 규범을 깬 것이었다. 그녀는 나중에 뉴스나이트 (BBC)에 출연하여 왕실을 "이상한 사람들"이라고 언급하며 프로그램의 "아낌없는 존경심을 담은 보도" 규범을 깼다.
이러한 영향력 때문에 2013년 미시간 대학교의 로버트 호브든 부교수는 유튜브에서 개인의 성과와 영향력을 평가하기 위해 G 지수 및 H 지수와 유사한 새로운 지수 개발을 주장했다.

## 수익 창출

상위 10개 유튜버 계정의 총 연간 수입과 가장 높은 수입을 올린 계정의 수입

유튜버는 구글 애드센스를 통해 수익을 올릴 수 있다. 또한, 제휴 링크, 머천다이징, 그리고 Patreon과 같은 플랫폼을 사용하는 제3자 멤버십을 통해 수입을 보충할 수 있다. 인기 채널들은 동영상에 포함되기 위해 돈을 지불하는 기업 후원자들을 확보했다. 2018년에는 월마트, 노드스트롬 등이 유튜버들을 인플루언서로 활용했다.
유튜브 초기에는 플랫폼에서 동영상 수익을 창출할 방법이 없었다. 사이트 콘텐츠 대부분은 수익 창출 계획 없이 취미로 제작된 홈메이드 동영상이었다. 사이트의 첫 대상 광고는 참여형 동영상 광고 형태로, 사용자가 광고를 클릭하여 독점 콘텐츠를 볼 수 있는 기회를 제공하는 자체적인 동영상이었다. 첫 번째 광고는 폭스 쇼 프리즌 브레이크의 광고였으며, 패리스 힐튼 채널의 동영상 위에만 나타났다. 당시 이 채널은 워너 브라더스 레코드에서 운영했으며, 플랫폼 최초의 브랜드 채널로 언급되었다. 참여형 동영상 광고는 전체 플랫폼에 한 번에 광고하는 대신 특정 프로모션을 특정 채널에 연결하도록 설계되었다. 2006년 8월 광고가 도입될 당시 채드 헐리 유튜브 CEO는 당시 사용자에게 덜 친숙하다고 여겨지는 광고 영역으로 확장하는 아이디어를 거부하며 다음과 같이 말했다. "우리는 사람들이 콘텐츠를 보기 전에 강제로 광고를 시청하게 하는 것보다 브랜드와 상호 작용할 더 나은 방법이 있다고 생각한다. 인터넷 사용자들에게 그런 경험을 즐기는지 물어보면 아마도 아니라고 대답할 것이다." 그러나 유튜브는 2007년 8월에 동영상 내 광고를 시작했으며, 2008년에는 프리롤 광고를 도입했다. 2007년 12월, 유튜브는 파트너 프로그램을 시작했으며, 이는 특정 기준(현재 지난 1년간 구독자 1000명 및 공개 시청 시간 4000시간)을 충족하는 채널이 동영상에 광고를 게재하고 수익을 얻을 수 있도록 허용했다. 파트너 프로그램은 처음으로 유튜버들이 플랫폼에서 생계를 유지할 수 있도록 했다.:7
2010년대에 유튜버가 플랫폼에서의 성공으로 부와 명성을 얻을 수 있는 가능성은 크게 증가했다. 2010년 12월, 비즈니스 인사이더는 전년도 유튜브 최고 수입자가 웹 시리즈 어노잉 오렌지의 제작자인 데인 보디그하이머이며, 연간 수입은 약 25만 7천 달러로 추정했다. 5년 후, 포브스는 최고 수입 유튜버 목록을 처음으로 발표했는데, 최고 수입자 퓨디파이의 전년도 회계연도 수입을 1천2백만 달러로 추정했으며, 이는 캐머런 디애즈나 귀네스 팰트로와 같은 인기 배우들보다 많은 금액이었다. 포브스는 그 해 열 번째로 높은 수입을 올린 사람이 로잔나 판시노로 250만 달러를 기록했다고 추정했다. 그 해 뉴 뮤지컬 익스프레스는 "브이로그가 큰 사업이 되었다"고 언급했다. 유튜브 커뮤니티에 부가 급격히 유입되면서 일부는 유튜버들이 수익에 더 집중하고, 확장된 수익 창출 이전에 플랫폼의 핵심이었던 창의성과 팬들과의 소통에 소홀하다고 비판했다. 2021년 8월, 케빈 패프라스가 2021년 첫 3개월 동안 5백만 달러를 벌었으며, 그의 유튜브 분석에 따르면 지난 12개월 동안 "수백만 달러"의 광고 수익을 올렸다고 보도되었다. 2021년까지 유튜버 수익은 더욱 확대되어, 포브스는 그 해 최고 수입자가 MrBeast로 5,100만 달러를 기록했다고 추정했다.

## 같이 보기
- 유튜버 목록
- 구독자가 가장 많은 유튜브 채널 목록
- 유튜브 최다 조회수 영상 목록
- 버츄얼 유튜버
- 유튜브 크리에이터 어워즈
- 인터넷 방송인

## 내용주
1. ↑  2020년 12월, 포브스는 최고 수입 유튜버가 라이언 카지로 2,950만 달러를 기록했으며, 열 번째로 높은 수입자는 제프리 스타로 1,500만 달러를 기록했다고 추정했다.[39]